# ريكاردو ألفاريز باراغان
ريكاردو ألفاريز باراغان (بالإسبانية: Ricardo Álvarez Barragán)‏ مواليد 21 نوفمبر 1981 في ولاية خاليسكو، المكسيك، هو ملاكم محترف مكسيكي يصنف ضمن فئة وزن الوسط.

## إحصائيات
خاض خلال مسيرته 21 نزالا، فاز في 18 وتعادل في 2 وخسر في 1. فاز بالضربة القاضية في 12 نزالا.

## روابط خارجية
- ريكاردو ألفاريز باراغان على موقع بوكس ريك (الإنجليزية) (registration required)